# Saint-Damase-de-L'Islet
| Saint-Damase-de-L'Islet               |                      |
| Saint-Damase-de-l'Islet (cropped).jpg |                      |
| Coordenadas: 47°12' N 70°08'W         |                      |
| Província                             | Quebec               |
| Região administrativa                 | Chaudière-Appalaches |
| Incorporado em                        | 9 de novembro 1898   |
| Prefeito                              | Paulette Lord        |
|                                       |                      |
| Área                                  |                      |
| - Cidade                              | 259,7 km², 100,3 mi² |
| Fuso horário                          | UTC -5               |
| População (2006)                      |                      |
| - Cidade                              | 602                  |
| - Densidade                           | 2 hab/km², 6 hab/mi² |

Saint-Damase-de-L'Islet é um município canadense do conselho  municipal regional de L'Islet, Quebec, localizado na região administrativa de Chaudière-Appalaches. Em sua área de pouco mais duzentos e inquenta e nove quilómetros quadrados, habitam cerca de seiscentas pessoas. É nomeada em homenagem ao Papa Dâmaso I e do pioneiro Damase Ouellet.

## Geografia
O município está localizado próximo ao rio São Lourenço na região de Côte-du-Sud, entre Saint-Cyrille-de-Lessard, no sudoeste, Saint-Onésime-d'Ixworth, a leste e Saint-Jean-Port-Joli, a oeste. Vários rios atravessam o município, como o Ouelle, o des Damnés e o Trois-Saumons.